# Kiknur
Kiknur (oroszul: Кикнур) városi jellegű település Oroszország Kirovi területén, a Kiknuri járás székhelye.	
Lakossága: 4970 fő (a 2010. évi népszámláláskor).

## Fekvése
A Kirovi terület délnyugati részén, Kirov területi székhelytől 300 km-re, a Nagy-Koksaga (a Volga mellékfolyója) felső folyása mentén helyezkedik el. A legközelebbi város a 45 km-re keletre lévő Jaranszk, a legközelebbi vasútállomás Sahunyja (60 km), a Kirov–Nyizsnyij Novgorod vasútvonalon.

## Története
Marik településeként keletkezett 1555-ben. A mari nyelvű név jelentése: 'kéz és mező'; de lehet 'szürke' és 'mező' is. Korábban említették Osminszkoje és Blagovescsenszkoje néven is. Az utóbbi név első fatemplomára utal, melynek helyén 1777-ben új fatemplomot emeltek, 1853-ban pedig kőből építették fel az új templomot.
1902-ben voloszty (alsó szintű közigazgatási egység) központja,  a szovjet közigazgatási reform után pedig, 1929-ben járási székhely lett. 1959-ben a járást megszüntették, majd 1965-ben újra megalakították.